# Kateryna Yushchenko (Primera dama de Ucrania)
Kateryna Mykhaylivna Yushchenko (nacida Catherine Claire Chumachenko; en ucraniano: Катерина Михайлівна Ющенко, de soltera Chumachenko (Чумаченко); 1 de septiembre de 1961) es una política y filántropa ucraniana nacida en Estados Unidos que fue primera dama de Ucrania de 2005 a 2010.

## Familia
El padre de Yúschenko, Mijailo Chumachenko, nació en la aldea de Zaitsivka, Óblast de Járkov, en 1917, en el seno de una numerosa familia de agricultores. Fue uno de los pocos miembros de su numerosa familia que sobrevivió al Hambre soviética de 1932-1933. Chumachenko estudió ingeniería eléctrica en Lysychansk, oblast de Luhansk. Sirvió en el Ejército soviético y fue capturado por las fuerzas de la Alemana y trasladado a Alemania en 1942.
La madre de Yúschenko, Sofía Chumachenko, nació en Litky, Óblast de Kiev, en 1927, y falleció el 30 de septiembre de 2012 en Kiev. Junto con muchas otras jóvenes de su pueblo, Sofia Chumachenko fue llevada a la Alemania nazi a la edad de 14 años para trabajar como esclava, poco después de la invasión de la Unión Soviética.
Los padres de Kateryna Yushchenko se conocieron en Alemania, se casaron y dieron a luz a su hermana Lydia en 1945. Mykhailo Chumachenko enfermó gravemente de tuberculosis en 1945 y pasó ocho años en un sanatorio para tuberculosos.
En 1956, la familia Chumachenko emigró a Estados Unidos por invitación de la Iglesia Ortodoxa Ucraniana de EE.UU./Iglesia Ortodoxa Ucraniana de Chicago. Mykhailo Chumachenko trabajó como electricista en Chicago hasta su jubilación en 1984. Los Chumachenko se trasladaron a Florida en 1987. Chumachenko visitó su Ucrania natal tres veces, en 1991, 1994 y 1995. Su sueño era volver a su pueblo y abrir una pequeña granja. Murió en 1998 y está enterrado en Kiev.

## Biografía

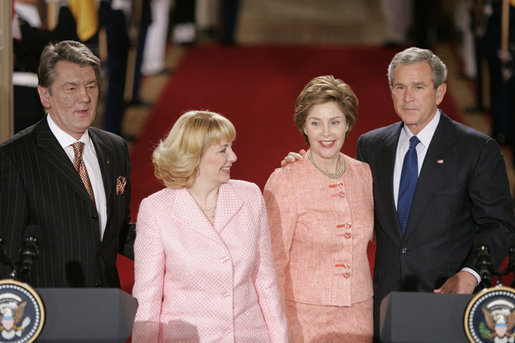
Kateryna Yushchenko con su marido Viktor Yushchenko, George W. Bush y Laura Bush, 4 de abril de 2005 (la Sala Este de la Casa Blanca)

Kateryna Yushchenko nació como Catherine Claire Chumachenko en Chicago, hija de inmigrantes de la Ucrania del Margen Izquierdo. Fue funcionaria del Departamento de Estado de Estados Unidos. Trabajó como asistente especial del Subsecretario de Estado para Derechos Humanos y Asuntos Humanitarios. Es licenciada en Economía Internacional por la Edmund A. Walsh School of Foreign Service de la Georgetown University (1982) y posee un MBA de la University of Chicago Graduate School of Business (1986).
Posteriormente trabajó en la Casa Blanca en la Oficina de Enlace Público durante la administración de Ronald Reagan. Posteriormente, trabajó en el Departamento del Tesoro de los Estados Unidos en la oficina del secretario ejecutivo durante la administración de George H. W. Bush. Tras dejar ese puesto, formó parte del personal del Comité Económico Conjunto del Congreso de Estados Unidos. Después de que Ucrania declarara su libertad, fue cofundadora y vicepresidenta de la Fundación Ucrania-Estados Unidos. También fue directora del Pylyp Orlyk Instituto. En 1993, se incorporó a KPMG Peat Marwick/Barents Group como consultora en su Programa de Formación Bancaria y Directora de País, donde conoció a Viktor Yushchenko, con quien se casó posteriormente. Dejó su trabajo en agosto de 2000, cuando esperaba su segundo hijo.
En la actualidad, Yúshenko participa en numerosos proyectos benéficos con la Fundación Internacional Ucrania 3000, que ella misma preside. La principal prioridad de la Fundación es mejorar la salud de los niños ucranianos. En el Consejo de Supervisión de la Fundación Ucrania 3000, creada en 2001, se encuentran algunas de las figuras más destacadas de Ucrania en el ámbito educativo, humanitario, cultural, literario y deportivo. El Presidente Victor Yushchenko fue Presidente del Consejo Supervisor hasta su toma de posesión en 2005. Desde entonces, su Presidenta es Kateryna Yushchenko. Todos los programas y proyectos de la Fundación se llevan a cabo en tres grandes áreas: "Ucrania ayer", "Ucrania hoy" y "Ucrania mañana". Los mayores proyectos de la Fundación son el programa "Hospital a Hospital", la construcción y apoyo del "Hospital Infantil del Futuro" y el programa "La Alegría de la Infancia - Movimientos Libres".

## Política ucraniana
Los opositores a su marido la criticaron por seguir siendo ciudadana estadounidense. Durante la campaña de las elecciones presidenciales de Ucrania de 2004, se la acusó de ejercer la influencia del gobierno estadounidense en las decisiones de su marido, como empleada del gobierno estadounidense o incluso como agente de la Agencia Central de Inteligencia. Anteriormente había sido acusada por el periodista de la televisión rusa Mikhail Leontyev de dirigir un proyecto estadounidense para ayudar a Yushchenko a tomar el poder en Ucrania; en enero de 2002, ganó un juicio por difamación contra él. El canal de televisión progubernamental ucraniano Inter repitió las acusaciones de Leontyev en 2001, pero en enero de 2003 ella también ganó un juicio por difamación contra el canal.

## Vida personal
Está casada con Viktor Yushchenko y tiene tres hijos: Sofia, Khrystyna y Taras. En 2005 obtuvo la nacionalidad ucraniana y en 2007 renunció a la estadounidense. 

## Honores
- :Letonia
  -  Comendador Gran Cruz de la Orden de las Tres Estrellas (19 de junio de 2008).

## Premios
- Premio especial de la Children of Chornobyl Relief and Development Foundation, 26 de abril de 2006.
- Premio Pirámide de Oro de la UNESCO, noviembre de 2005
- Medalla del Príncipe Vasyl-Kostyantyn Ostrozky de la Academia Ostroh, octubre de 2005.
- Premio "Distinguished Public Service/Public Sector Alumni" de la Graduate School of Business de la Universidad de Chicago, octubre de 2005.
- Profesor honorario del Kyiv Mohyla Kollegium Gymnasium, febrero de 2007.